# Albert Zoer
Albert Zoer est un cavalier de saut d'obstacles néerlandais né le 31 juillet 1975. 

## Palmarès mondial
- 2006 : médaille d'or par équipe aux Jeux équestres mondiaux d'Aix-la-Chapelle en Allemagne, 2e du CSIO de Barcelone en Espagne avec Okidoki et membre de l'équipe 3e de la Samsung Super League
- 2007 : médaille d'or par équipe aux Championnats d'Europe de Mannheim en Allemagne, vainqueur de la Coupe des nations de St-Gall en Suisse et de la finale du Global Champions Tour avec Okidoki.
- 2008 : vainqueur du Grand Prix Coupe du Monde de Vérone en Italie avec Okidoki et vainqueur du Grand Prix CSI-5* de Rotterdam aux Pays-Bas avec Sam
- 2009 : médaille de bronze en individuel et 4e par équipe aux Championnats d'Europe de Windsor en Grande-Bretagne, 5e du Grand Prix du CSIO-5* de Spruce Meadows au Canada et 5e du Top Ten de Paris avec Okidoki.

Source : site internet du journal L'Équipelequipe.fr 